# Varmė
Varmė, jinak nazývaná také Skinupė, je řeka 1. řádu v Litvě, v Žemaitsku v okrese Kelmė, pravý přítok řeky Venta, do které se vlévá u vsi Užvarmis, 4,5 km východně od města Užventis, 318,9 km od jejího ústí do Baltského moře. Vytéká z jezírka Varmė, 4 km jihozápadně od Vaiguvy. Teče zpočátku směrem západoseverozápadním, u vsi Vaiguvalė se stáčí severoseverovýchodně a potom severoseverozápadně, od vsi Sirūniškiai severovýchodně, začíná drobně a hustě meandrovat, u vsi Gudeliškiai protéká rybníkem Naudvario tvenkinys s vysokými a sráznými břehy, do kterého se vlévá její levý přítok Varmikė, po soutoku s Vėgėlupisem pokračuje směrem severozápadním a do řeky Venta se vlévá směrem severovýchodním jako její pravý přítok. Říční údolí je na horním a na dolním toku velmi široké a mělké, na středním toku naopak hluboké a úzké (120 - 160 m). Protéká poměrně zalesněným územím, ale lesům se spíše vyhýbá, teče mezi poli a loukami.

## Přítoky
- Levé:

| Hydrologické pořadí | Řeka      | Délka (km) | Povodí (km²) | Vzdálenost od ústí (km) | Ústí kde                        | Koordináty ústí                  |
| ------------------- | --------- | ---------- | ------------ | ----------------------- | ------------------------------- | -------------------------------- |
| 30010071            | Varmikė   | 6,1        | 12,9         | 10,4                    | Naudvario tvenkinys/Gudeliškiai | 55°43′10″ s. š., 22°41′58″ v. d. |
| 30010075            | Kruteklis | 5,8        | 12,1         | 4,2                     | Daugėnai                        | 55°45′23″ s. š., 22°43′45″ v. d. |
| 30010076            | Žalvė     | 8,7        | 14,8         | 2,6                     | Daugėnai                        | 55°46′11″ s. š., 22°43′21″ v. d. |
| 30010079            | Krynupis  | 6,0        | 9,8          | 0,9                     | Užvarmis                        | 55°47′2″ s. š., 22°43′16″ v. d.  |

- Pravé:

| Hydrologické pořadí | Řeka      | Délka (km) | Povodí (km²) | Vzdálenost od ústí (km) | Ústí kde    | Koordináty ústí                  |
| ------------------- | --------- | ---------- | ------------ | ----------------------- | ----------- | -------------------------------- |
| 30010072            | V - 4     | 2,4        | 1,2          | 9,7                     | Gudeliškiai | 55°43′23″ s. š., 22°42′20″ v. d. |
| 30010072            | V - 2     | 2,5        | 2,1          | 7,7                     | Paprūdžiai  | 55°43′45″ s. š., 22°43′26″ v. d. |
| 30010074            | Vėgėlupis | 3,3        | 4,1          | 6,8                     | Stirbišiai  | 55°44′8″ s. š., 22°44′3″ v. d.   |

## Sídla při řece
- Vaiguvalė, Gricaičiai, Audeniai, Didonai, Sirūniškiai, Pagiriškiai, Šiliškiai, Gudeliškiai, Paprūdžiai, Užgiriai, Lapvarčiai, Daugėnai, Užvarmis

## Komunikace, vedoucí přes řeku
Po hrázi rybníka Naudvario tvenkinys vede silnice č. 158 Užventys - Kelmė